# François Lafargue
Pour les articles homonymes, voir Lafargue.
François Lafargue,  né en 1970, est un géopolitologue français.

## Biographie

### Origines et formation
François Lafargue est né en 1970. Titulaire d'un DESS en diplomatie et administration des organisations internationales (1992), il est docteur en géographie (Université Paris VIII, 1996) et docteur en science politique (Université René-Descartes, 2005).

### Carrière
François Lafargue est professeur à Paris School of Business, à l'ILERI, et a enseigné également pendant une dizaine d'années à l'Université de Versailles-Saint-Quentin-en-Yvelines. Il assure aussi le séminaire Géopolitique contemporaine à l'École centrale Paris.  Il intervient également comme conférencier ou expert dans de nombreux établissements d'enseignement supérieur.
Outre ses activités universitaires et de conseils, il est administrateur de l'Institut SupConcours, l'un des principaux centres de préparation aux concours de la fonction publique.

## Travaux

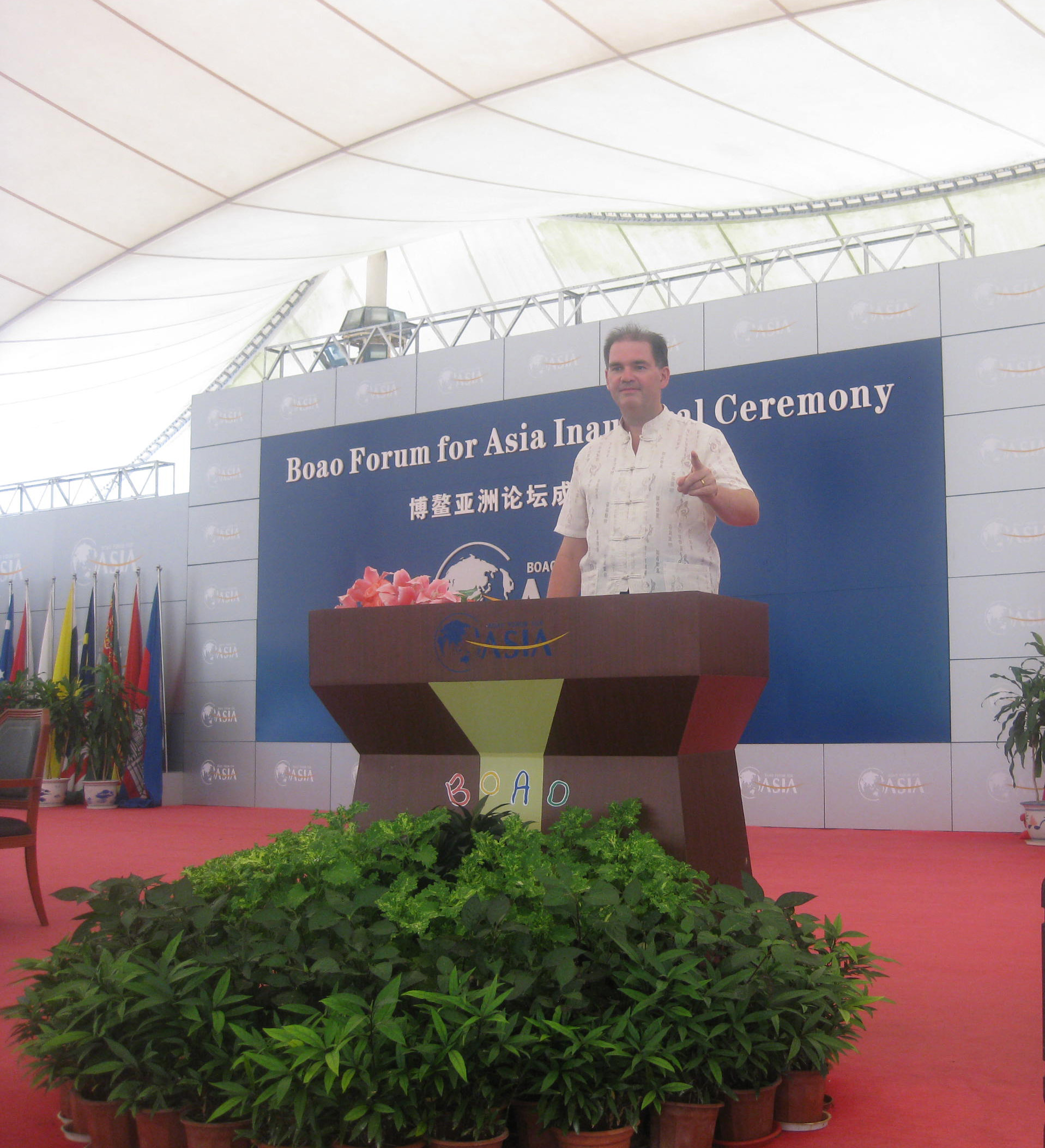
François Lafargue, Boao Forum, 2012

Ses premiers travaux universitaires ont porté sur le rôle des Zoulous dans le processus de négociations politiques en Afrique du Sud dans les années 1990. Ces recherches aboutirent à la soutenance d'une thèse de Géopolitique sous la direction d'Yves Lacoste. Puis ses publications se sont orientées vers les relations sino-africaines, et plus particulièrement les stratégies énergétiques des puissances asiatiques en Afrique. 
Il est l'auteur de plusieurs dizaines d'ouvrages et d'une centaine d'articles sur des sujets de géopolitiques et de relations internationales. Ses articles ont notamment été publiés dans des revues académiques comme Afrique contemporaine, Perspectives chinoises ou encore Problèmes d'Amérique latine.  Les publications de François Lafargue ont été traduites en anglais, en espagnol en japonais et en chinois.
Il est un spécialiste reconnu des relations sino-africaines.  

## Ouvrages
- Le Volcan algérien, Éditions L’Atelier de Géopolitique, Paris, 1998, 96 p
- Le Tombeau des Grands Lacs, Éditions L’Atelier de Géopolitique, Paris, 1998, 96 p
- L’Afghanistan, Opium, pétrole et Talibans, Éditions L’Atelier de Géopolitique, Paris 1999, 96 p
- L’Imbroglio du Kosovo, Éditions L’Atelier de Géopolitique, Paris, 1999, 96 p
- L’Irak : Dix ans de Chaos, Éditions L’Atelier de Géopolitique, Paris, 1999, 96 p
- Géopolitique du Tibet, Éditions L’Atelier de Géopolitique, Paris, 2000, 96 p
- Tchétchénie : Kriegspiel dans le Caucase, Éditions L’Atelier de Géopolitique, Paris 2001, 96 p
- Corse : L’île mystérieuse, Éditions L’Atelier de Géopolitique, Paris, 2001, 96 p
- Opium, Pétrole et Islamisme : La Triade du Crime en Afghanistan, Éditions Ellipses, Paris, février 2003, 124 p
- Géopolitique de l’Afrique du Sud, Éditions Complexe, Bruxelles, juin 2005, 143 p
- Demain la Guerre du Feu : États-Unis Chine, à la conquête de l’Énergie, Éditions Ellipses, Paris, avril 2006, 240 p
- La Géographie économique aux concours de la fonction publique, Éditions Hachette, Paris, 2007 (6e édition en 2012)
- La Guerre mondiale du pétrole, Éditions Ellipses, Paris, octobre 2008
- Géopolitique de l'Afrique du Sud, PUF, 2015

En collaboration :
- Le Guide des @ffaires en Europe de l’Est, (avec David Chelly), Éditions L’Harmattan, Paris, février 2003, 197 p
- Préparer les épreuves de QCM aux Concours de la Fonction publique, (avec Vincent Lafargue),  Éditions Hachette, Paris, mai 2005, 191 p
- Annales  des épreuves des QCM aux Concours de la Fonction publique, (avec Vincent Lafargue), Éditions Hachette, Paris, mai 2005, 187 p
- Les Institutions Françaises, (avec Vincent Lafargue), Éditions Hachette, Paris, avril 2006, 191 p
- Erreurs et Confusions fréquentes à ne pas commettre aux Concours de la Fonction Publique, (avec Vincent Lafargue), Éditions Hachette, Paris, avril 2006, 175 p
- Les Epreuves écrites et orales des concours de la fonction publique, (avec Vincent Lafargue), Éditions Hachette, Paris, avril 2006, 206 p
- Le Concours d’entrée en IFSI, (avec Vincent Lafargue), Éditions Hachette, Paris, septembre 2006, 288 p